# 高尾山インターチェンジ

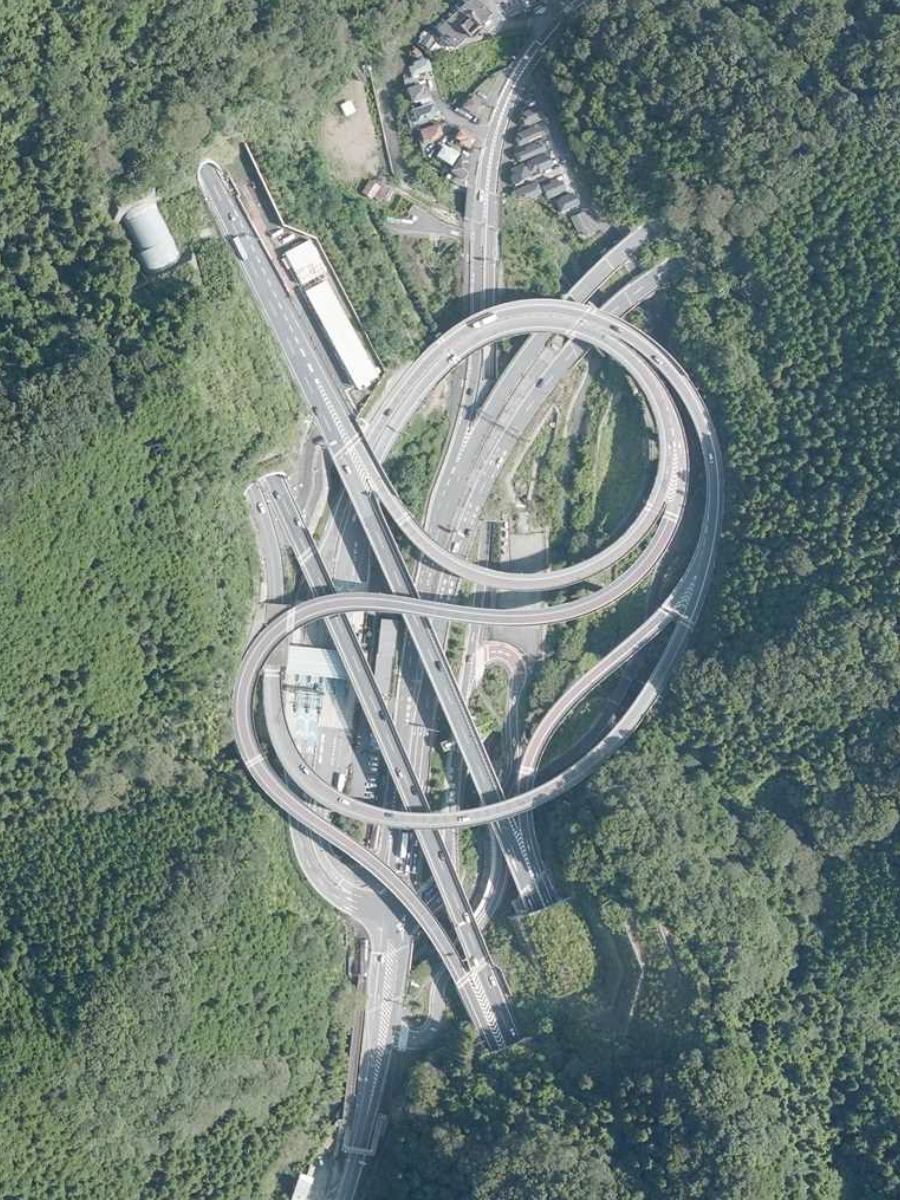
高尾山インターチェンジの空中写真（2019年8月撮影）

高尾山インターチェンジ（たかおさんインターチェンジ）は、東京都八王子市南浅川町にある首都圏中央連絡自動車道のインターチェンジである。

## 歴史
- 2011年（平成23年）7月8日：当ICの名称を「八王子南IC（仮称）」から「高尾山IC」で正式決定[1]。
- 2012年（平成24年）3月25日：高尾山IC - 八王子JCT間開通に伴い、供用開始[2][3]。
- 2014年（平成26年）6月28日：相模原愛川IC - 高尾山IC間開通[4][5]。
- 2024年（令和6年）3月22日：料金所がETC専用化となる[6]。

## 周辺
- 高尾山
- 高尾山口駅（京王電鉄・高尾線）
- 八王子市立浅川小学校
- 八王子市立浅川中学校
- 穎明館中学・高等学校
- 東京医科大学八王子医療センター
- 多摩森林科学園 森林総合研究所

## 接続する道路
- 直接接続
  - C4首都圏中央連絡自動車道（35番）
  - 国道20号（甲州街道）
  - 国道20号八王子南バイパス

## 隣
C4 首都圏中央連絡自動車道
(34)相模原IC - 相模原八王子TN - (35)高尾山IC - (6)八王子JCT - 八王子城跡TN - (41)八王子西IC